# 김미영 (탁구 선수)
김미영(1983년 5월 6일 ~ )는 조선민주주의인민공화국의 탁구 선수였다. 2001년 일본 오사카 세계선수권대회에서 단체 은메달을 획득하였다.